# Oclusiva alveolar sorda
La consonant oclusiva alveolar sorda és un fonema que es transcriu /t/ o [t͇] en l'AFI. És un so present a gairebé totes les llengües i algunes distingeixen també una varietat aspirada que pot tenir valor fonemàtic o no.

## Característiques
- És una consonant pulmonar oral, perquè l'aire surt dels pulmons cap a la boca.
- El mode d'articulació és oclusiu perquè el contacte entre la llengua i els alvèols produeix una interrupció total del pas de l'aire.
- És un so sord, ja que no hi ha vibració de les cordes vocals.

## En català
El català posseïx el fonema /t/ però la seva pronunciació habitual és dental [t̪], és a dir, la llengua s'avança una mica respecte a l'alveolar (com passa a moltes altres llengües romàniques). No obstant això, seguint la recomanació d'estalvi de diacrítics, en les transcripcions en català s'acostuma a posar el mateix símbol [t]. Però quan la t està en contacte amb una consonant alveolar pot adquirir el seu caràcter per assimilació. La grafia que representa aquest fonema és la T, tot i que en alguns casos és un ensordiment de la D.

## Aparició

### Alveolar
| Llengua          | Llengua                 | Mot            | AFI             | Significat              | Notes |
| ---------------- | ----------------------- | -------------- | --------------- | ----------------------- | --- |
| Adigué           | Adigué                  | тфы            | [tfə] (?·pàg.)  | 'foc'                   | |
| Àrab             | Egipci                  | توكة tōka      | [ˈtoːkæ]        | 'passador'              | |
| Àrab             | Estàndard               | تين tīn        | [tiːn]          | 'figa'                  | |
| Assiri neoarameu | Assiri neoarameu        | [bet̪a]         | [bet̪a]          | 'casa'                  | |
| Xinès            | Cantonès                | 但 daan6       | [taːn˨˨]        | 'però'                  | Contrasta amb la forma aspirada. |
| Xinès            | Mandarí                 | 大 dà          | [ta˥˩]          | 'gran'                  | Contrasta amb la forma aspirada. |
| Txec             | Txec                    | toto           | [ˈtoto]         | 'aquest'                | |
| Danès            | Estàndard               | dåse           | [ˈtɔ̽ːsə]        | 'poder'                 | Sovint es transcriu com a /d̥/ o /d/. Contrasta amb l'africada [t͡s] o parada aspirada [tʰ] (depenent del dialecte), que en general es transcriu com a /tˢ/ o /t/. |
| Neerlandès       | Neerlandès              | taal           | [taːɫ]          | 'llengua'               | |
| Anglès           | La majoria dels oradors | tick           | [tʰɪk]          | 'paparra'               | |
| Anglès           | Nova York               | tick           | [tʰɪk]          | 'paparra'               | Varia entre apical i laminal, amb aquest últim predominant |
| Finès            | Finès                   | parta          | [ˈpɑrtɑ]        | 'barba'                 | Al·lòfon de l'oclusiva dental sorda. |
| Hebreu           | Hebreu                  | תמונה          | [tmuna]         | 'imatge'                | |
| Hongarès         | Hongarès                | tutaj          | [ˈtutɒj]        | 'bassa'                 | |
| Japonès          | Japonès                 | 特別 tokubetsu | [tokɯbetsɯ]     | 'especial'              | |
| Kabardí          | Kabardí                 | тхуы           | [txʷə] (?·pàg.) | 'cinc'                  | |
| Coreà            | Coreà                   | 턱 teok        | [tʰʌk̚]          | 'mandíbula'             | |
| Luxemburguès     | Luxemburguès            | dënn           | [tɵ̞n]           | 'prim'                  | Amb menys freqüència expressat com a [d]. En general, es transcriu /d/, i contrasta amb veu aspirada en forma, que en general es transcriu /t/.                  |
| Malai            | Malai                   | tahun          | [tähon]         | 'any'                   | |
| Maltès           | Maltès                  | tassew         | [tasˈsew]       | 'veritable'             | |
| Nunggubuyu       | Nunggubuyu              | [taɾawa]       | [taɾawa]        | 'cobdiciós'             | |
| Nuosu            | Nuosu                   | ꄉ da          | [ta˧]           | 'lloc'                  | Contrasta amb les formes aspirades |
| Portuguès        | Alguns dialectes        | troço          | [ˈtɾɔsu]        | 'tros' (pejorativament) | Al·lòfon de ɾ. En altres dialectes /ɾ/ es pren com un al·lòfon oclusiu dental.                                                                                   |
| Tailandès        | Tailandès               | ตา ta          | [taː˥˧]         | 'ull'                   | |
| Vietnamita       | Vietnamita              | ti             | [ti]            | 'desperfecte'           | |
| Frisó occidental | Frisó occidental        | tosk           | [ˈtosk]         | 'dent'                  | |

### Oclusiva dental sorda
L'oclusiva dental sorda és un fonema que es transcriu com a [t̪] a l'alfabet fonètic internacional, és a dir, igual que l'oclusiva alveolar sorda amb un signe diacrític de dentalització a sota. De fet, acostuma a ser un al·lòfon d'aquest so, ja que determinades llengües prefereixen la pronunciació dental i d'altres l'alveolar. És una consonant perquè hi ha interrupció del pas de l'aire amb la llengua. S'articula de manera dental, ja que la punta de la llengua toca les dents superiors. És un so sord perquè no hi ha vibració de les cordes vocals. En català és una variant del fonema alveolar corresponent.
| Llengua     | Llengua                   | Mot                  | AFI                  | Significat           | Notes |
| ----------- | ------------------------- | -------------------- | -------------------- | -------------------- | --- |
| Aleutià     | Aleutià                   | tiistax̂              | [t̪iːstaχ]            | 'massa'              | Denti-alveolar laminal. |
| Armeni      | Oriental                  | տուն                 | [t̪un] (?·pàg.)       | 'casa'               | Denti-alveolar laminal. |
| Belarús     | Belarús                   | стагоддзе            | [s̪t̪äˈɣod̪d̪͡z̪ʲe]        | 'segle'              | Denti-alveolar laminal. |
| Basc        | Basc                      | toki                 | [t̪oki]               | 'lloc'               | Denti-alveolar laminal. |
| Bengalí     | Bengalí                   | তুমি                   | [t̪umi]               | 'tu'                 | Denti-alveolar laminal, contrastada amb les formes aspirades.                                                                         |
| Català      | Català                    | tothom               | [t̪uˈt̪ɔm]             | 'tothom'             | Denti-alveolar laminal. |
| Xinès       | Hakka                     | 他 ta3               | [t̪ʰa˧]               | 'ell/ella'           | Denti-alveolar laminal, contrastada amb una forma no aspirada.                                                                        |
| Dinka       | Dinka                     | mɛth                 | [mɛ̀t̪]                | 'nen'                | Denti-alveolar laminal, contrastada amb l'alveolar /t/.                                                                               |
| Neerlandès  | Bèlgic                    | taal                 | [t̪aːl̪]               | 'llengua'            | Denti-alveolar laminal. |
| Anglès      | Dublín                    | thin                 | [t̪ʰɪn]               | 'prim'               | Denti-alveolar laminal, correspon a [θ] en altres dialectes; a Dublín pot ser [t͡θ] instead.                                           |
| Anglès      | Indi                      | thin                 | [t̪ʰɪn]               | 'prim'               | Denti-alveolar laminal, correspon a [θ] en altres dialectes; a Dublín pot ser [t͡θ] instead.                                           |
| Anglès      | Irlandès meridional       | thin                 | [t̪ʰɪn]               | 'prim'               | Denti-alveolar laminal, correspon a [θ] en altres dialectes; a Dublín pot ser [t͡θ] instead.                                           |
| Anglès      | Anglès d'Irlanda del Nord | train                | [t̪ɹeːn]              | 'tren'               | Denti-alveolar laminal. Al·lòfon de /t/ abans de la /r/, en variació lliure amb una parada alveolar.                                  |
| Finès       | Finès                     | tutti                | [ˈt̪ut̪ːi]             | 'xumet'              | Denti-alveolar laminal. |
| Francès     | Francès                   | tordu                | [t̪ɔʁd̪y]              | 'retorçat'           | Denti-alveolar laminal. |
| Hindustànic | Hindustànic               | तीन / تین             | [t̪iːn]               | 'tres'               | Denti-alveolar laminal. Contrasta amb la forma aspirada.                                                                              |
| Indonesi    | Indonesi                  | tabir                | [t̪abir]              | 'cortina'            | Denti-alveolar laminal. |
| Italià      | Italià                    | tale                 | [ˈt̪ale]              | 'tal'                | Denti-alveolar laminal. |
| Caixubi     | Caixubi                   | [ exemple requerit ] | [ exemple requerit ] | [ exemple requerit ] | Denti-alveolar laminal. |
| Kirguís     | Kirguís                   | туз                  | [t̪us̪]                | 'sal'                | Denti-alveolar laminal. |
| Letó        | Letó                      | tabula               | [ˈt̪äbulä]            | 'taula'              | Denti-alveolar laminal. |
| Marathi     | Marathi                   | तबला                  | [t̪əbˈlaː]            | 'tabla'              | Denti-alveolar laminal, contrastada amb la forma aspirada.                                                                            |
| Nunggubuyu  | Nunggubuyu                | [t̪aɾaɡ]              | [t̪aɾaɡ]              | 'bigotis'            | Denti-alveolar laminal. |
| Pazeh       | Pazeh                     | [mut̪apɛt̪aˈpɛh]       | [mut̪apɛt̪aˈpɛh]       | 'mantenir aplaudint' | Dental. |
| Polonès     | Polonès                   | tom                  | [t̪ɔm] (?·pàg.)       | 'volum'              | Denti-alveolar laminal. |
| Portuguès   | Molts dialectes           | montanha             | [mõˈt̪ɐɲɐ]            | 'muntanya'           | Denti-alveolar laminal. Propensos a tenir al·lòfons entre parlants nadius, com ho és l'affricada [tʃ], [tɕ] i/o [ts] en certs àmbits. |
| Panjabi     | Panjabi                   | ਤੇਲ                   | [t̪eːl]               | 'oli'                | Denti-alveolar laminal. |
| Rus         | Rus                       | толстый              | [ˈt̪ʷo̞ɫ̪s̪t̪ɨ̞j]          | 'gras'               | Denti-alveolar laminal. |
| Eslovè      | Eslovè                    | tip                  | [t̪íːp]               | 'tipus'              | Denti-alveolar laminal. |
| Castellà    | Castellà                  | tango                | [ˈt̪ãŋɡo̞]             | 'tango'              | Denti-alveolar laminal. |
| Suec        | Suec                      | tåg                  | [ˈt̪ʰoːɡ]             | 'tren'               | Denti-alveolar laminal. |
| Turc        | Turc                      | at                   | [ät̪]                 | 'cavall'             | Denti-alveolar laminal. |
| Ucraïnès    | Ucraïnès                  | брат                 | [brɑt̪]               | 'germà'              | Denti-alveolar laminal. |
| Uzbek       | Uzbek                     | [ exemple requerit ] | --                   |                      | Denti-alveolar laminal. |
| Vietnamita  | Vietnamita                | tuần                 | [t̪wən˨˩]             | 'setmana'            | Denti-alveolar laminal, contrastada amb formes aspirades.                                                                             |
| Zapoteca    | Zapoteca de Tilquiápam    | tant                 | [t̪ant̪]               | 'massa'              | Denti-alveolar laminal. |